# Jefe del Estado Mayor de los Ejércitos (Francia)
El  Jefe del Estado Mayor de los Ejércitos  (Chef d'état-major des armées CEMA) es el órgano unipersonal del Ejército de Francia, nombrado por el presidente del Estado, asiste al Ministerio de las Fuerzas Armadas en la planificación, organización y preparación de las tres ramas militares y conduce las acciones militares bajo la autoridad Gobierno de Francia así como proponer estrategias militaeres.

## Historia
Desde finalizar la Segunda Guerra Mundial la funcción ha cambiado de denominación en 4 ocasiones.;
- 1948 hasta 1950: Estado Mayor General de las fuerzas armadas
- 1950 hasta 1953: Estado mayor conjunto de las fuerzas armadas
- 1953 hasta 1958: Estado mayor de las fuerzas armadas
- 1958 hasta 1961: Estado mayor general de los Ejércitos
- 1961 hasta 1962: Estado Mayor Conjunto
- Desde 1962: Estado Mayor de los Ejércitos

## Funciones
El Jefe del Estado Mayor de los Ejércitos tiene como órgano auxiliar y bajo su jerarquía el;
Estado Mayor de los Ejércitos
Asimismo están bajo su autoridad;
- Jefe del Estado Mayor del Ejército de Tierra
- Jefe del Estado Mayor de la Marina Nacional
- Jefe del Estado Mayor del Ejército del Aire
- Director general de la Gendarmería Nacional
- La Inspección de los Ejércitos
- Los comandantes superiores militares de los territorios y departamentos de ultramar
- Los comandantes superiores de las fuerzas militares francesas en el exterior (COMSUP y COMFOR)
- Los Oficiales Generales responsables de la Zonas Militares de defensa y Seguridad (OGZDS)
- Los delegados militares departamentales (DMD)

Varios órganos comunes a las tres ramas
- Dirección de Inteligencia militar (DRM) ;
- Operaciones Especiales (COS) ;
- Estado mayor conmun de entrenamiento (EMIA-FE) ;
- Servicio sanitario de los Ejércitos (DCSSA) ;
- Servicio de carburantes de los Ejércitos (DCSEA) ;
- Servicio de sistemas e infraestructuras de información común l (DC DIRISI) ;
- Servicio central del comisario de los Ejércitos (DCSCA), creado el 1 de enero de 2010 ;
- Servicio de municiones, desde 25 de marzo de 2011 ;
- Escuelas  Superiores militares

1. Ejecutar la conducción estratégica de las operaciones militares, bajo la autoridad del Ministerio y la Presidencia del Gobierno.
2. Elaborar la propuesta del Plan Estratégico Conjunto.
3. Establecer las estructuras operativas de las Fuerzas Armadas.
4. Comandancia de misiones.
5. Preparación de las fuerzas militares
6. Definición de la Estrategia futura militar
7. Coordinación entre las ramas militares
8. Coordinarse con los mandos militares de otros países aliados y organismos internacionales en las acciones comunes.

## Titulares desde 1962
| Graduación       | Nombre               | Duración    |
| ---------------- | -------------------- | ----------- |
| General          | Charles Ailleret     | 1962 - 1968 |
| General del Aire | Michel Fourquet      | 1968 - 1971 |
| General del Aire | François Maurin      | 1971- 1975  |
| General          | Guy Méry             | 1975 - 1980 |
| General          | Claude Vanbremeersch | 1980 - 1981 |
| General del Aire | Jeannou Lacaze       | 1981 - 1985 |
| General del Aire | Jean Saulnier        | 1985 - 1987 |
| General          | Maurice Schmitt      | 1987-1991   |
| Almirante        | Jacques Lanxade      | 1991-1995   |
| General del Aire | Jean-Philippe Douin  | 1995-1998   |
| General          | Jean-Pierre Kelche   | 1998-2002   |
| General          | Henri Bentégeat      | 2002-2006   |
| General          | Jean-Louis Georgelin | 2006-2010   |
| Almirante        | Édouard Guillaud     | 2010-2014   |
| General          | Pierre de Villiers   | 2014-2017   |
| General          | François Lecointre   | 2017        |

- Datos: Q2962002